# Fred Zander
Karl Fred Zander (* 23. Januar 1935 in Köln; † 6. November 2012 in Frankfurt am Main) war ein deutscher Politiker (SPD).
Er war von 1972 bis 1974 Parlamentarischer Staatssekretär beim Bundesminister für Bildung und Forschung und von 1974 bis 1982 Parlamentarischer Staatssekretär beim Bundesminister für Jugend, Familie und Gesundheit.

## Ausbildung und Beruf
Nach dem Besuch der Volksschule in Köln absolvierte Fred Zander dort von 1950 bis 1953 eine Lehre zum Kraftfahrzeughandwerker und arbeitete bis 1958 in seinem erlernten Beruf. Von 1958 bis 1959 besuchte er die Akademie der Arbeit in Frankfurt am Main und war dort von 1960 bis 1961 als Assistent tätig. 1961 wurde er Leiter der Abteilung Wirtschaftspolitik beim DGB – Landesbezirk Hessen. 1963 wechselte er in die Pressestelle des Bundesvorstandes des DGB und war ab 1966 persönlicher Referent des Vorsitzenden der IG Metall, Otto Brenner.

## Partei
Von 1964 bis 1978 gehörte er dem Vorstand des SPD-Unterbezirks Frankfurt/Main an, zu dessen Vorsitzendem er 1971 nach dem Tode von Walter Möller in einer Kampfabstimmung gegen Herbert Faller gewählt wurde.

## Abgeordneter
Am 3. November 1969 rückte Zander (Wahlkreis Frankfurt II) für den ausgeschiedenen Abgeordneten Horst Schmidt in den Deutschen Bundestag nach. Er war dann bis 1990 Mitglied des Deutschen Bundestages.
Fred Zander ist 1972 und 1980 als direkt gewählter Abgeordneter des Wahlkreises Frankfurt am Main II und sonst stets über die Landesliste Hessen in den Bundestag eingezogen.

## Öffentliche Ämter
Am 15. Dezember 1972 wurde er als Parlamentarischer Staatssekretär beim Bundesminister für Bildung und Wissenschaft in die von Bundeskanzler Willy Brandt geführte Bundesregierung berufen. Nach dem Rücktritt von Willy Brandt und der Wahl von Helmut Schmidt zum Bundeskanzler wechselte Zander am 16. Mai 1974 in gleicher Funktion zum Bundesminister für Jugend, Familie und Gesundheit. Anlässlich einer Kabinettsumbildung schied er am 28. April 1982 aus der Regierung aus.

## Sonstiges
Fred Zander war verheiratet mit Dorothea Zander, geborene Heitzer, lebte in Frankfurt/M.-Hausen und hatte ein Kind (Ruth). Er ist auf dem Friedhof Hausen in Frankfurt am Main begraben.

## Ehrungen
- 1984: Verdienstkreuz 1. Klasse der Bundesrepublik Deutschland
- 1990: Großes Verdienstkreuz der Bundesrepublik Deutschland

## Weblink
- Zander, Karl Fred. Hessische Biografie. (Stand: 7. Oktober 2024). In: Landesgeschichtliches Informationssystem Hessen (LAGIS).